# 日本口腔筋機能療法学会
日本口腔筋機能療法学会（にほんこうくうきんきのうりょうほうがっかい、Japan Society for Oral Myofunctional Therapy;JSMFT）とは、口腔筋機能療法を取り扱う専門学術団体の一つである。

## 概要
2002年に設立され、2013年に日本口腔筋機能療法学会へと名称変更を行った。会員数は約520名。会長は山口秀晴。

## 総会
- 年1回

## 本部事務局
- 〒169-0072　東京都新宿区大久保2丁目4番地12号 新宿ラムダックスビル9階 (株)春恒社学会事業部内

## 大会等
| 年     | 月日     | 名称                               | 会長 | 会場         | テーマ                                            | 参加者数 | 備考   |
| ------ | -------- | ---------------------------------- | ---- | ------------ | ------------------------------------------------- | -------- | ------ |
| 2002年 | 11月24日 | 第1回日本口腔筋機能療法研究会大会  |      | 東京歯科大学 | 指しゃぶり                                        |          | [ 3 ]  |
| 2003年 | 11月24日 | 第2回日本口腔筋機能療法研究会大会  |      | 東京歯科大学 | 口呼吸をめぐって                                  |          | [ 4 ]  |
| 2004年 | 11月3日  | 第3回日本口腔筋機能療法研究会大会  |      | 東京歯科大学 | 舌の構造と機能                                    |          | [ 5 ]  |
| 2005年 | 11月3日  | 第4回日本口腔筋機能療法研究会大会  |      | 東京歯科大学 |                                                   |          | [ 6 ]  |
| 2006年 | 11月3日  | 第5回日本口腔筋機能療法研究会大会  |      | 東京歯科大学 |                                                   |          | [ 7 ]  |
| 2007年 | 11月4日  | 第6回日本口腔筋機能療法研究会大会  |      | 東京歯科大学 |                                                   |          | [ 8 ]  |
| 2008年 | 10月30日 | 第7回日本口腔筋機能療法研究会大会  |      | 津田ホール   |                                                   |          | [ 9 ]  |
| 2009年 | 10月8日  | 第8回日本口腔筋機能療法研究会大会  |      | 津田ホール   |                                                   |          | [ 10 ] |
| 2010年 | 11月18日 | 第9回日本口腔筋機能療法研究会大会  |      | 津田ホール   |                                                   |          | [ 11 ] |
| 2011年 | 10月23日 | 第10回日本口腔筋機能療法研究会大会 |      | 津田ホール   | 口腔機能改善の現状と展望 ‐咀嚼・嚥下・発音・呼吸‐ |          | [ 12 ] |
| 2012年 | 11月8日  | 第11回日本口腔筋機能療法研究会大会 |      | 津田ホール   | 口腔機能を育てる                                  |          | [ 13 ] |
| 2013年 | 11月14日 | 第1回日本口腔筋機能療法学会大会    |      | 津田ホール   |                                                   |          | [ 14 ] |

## 関連事項
- 歯学／歯科／言語聴覚士
- 歯科矯正学／小児歯科学
- 学会の一覧／研究会